# Acrossoma
Acrossomo é uma organela localizada na região frontal da cabeça do espermatozoide, contendo enzimas essenciais à sua penetração no ovócito e à fertilização.

## Estrutura
É uma estrutura semelhante a um capuz derivada do complexo de Golgi. A formação do acrossoma é completada durante a maturação dos testículos. Em mamíferos placentários a acrossoma contém enzimas digestivas(incluindo a hialuronidase e a acrosina). Estas enzimas decompõem a membrana externa do ovócito, a chamada zona pelúcida, permitindo que o núcleo haplóide da célula do espermatozóide se junte ao núcleo haplóide do ovócito.
Este derramamento do acrossoma, ou Reacção acrossómica, pode ser estimulado in vitro por substâncias que um espermatozoide pode encontrar naturalmente, tais como a progesterona ou fluido folicular, bem como o mais comumente utilizado cálcio ionóforo A23187. Isto pode ser feito para servir como um controle positivo quando se avalia a reacção do acrossoma de uma amostra de sêmen por citometria de fluxo ou microscopia de fluorescência. Isto é geralmente feito após a coloração com fluoresceína de uma lectina, tais como FITC-PNA, FITC-PSA, com FITC-ConA, ou anticorpos fluorescentes, tais como CD46-FITC.

Diagrama do espermatozoide humano

## Infertilidade masculina
No caso de teratospermia (espermatozóides com cabeça redonda), o Complexo de Golgi não se transforma no acrossoma, causando infertilidade masculina.